# Frattavecchia
Frattavecchia è una frazione del comune di Castiglione del Lago (PG). Tuttavia, secondo i dati riportati sul sito ufficiale del comune, Frattavecchia è definita come località inserita nel territorio della frazione Casamaggiore.
Si trova a 327 m s.l.m. ed è occupata da 43 abitanti (dati Istat, 2001).

## Storia
Frattavecchia nacque in epoca medioevale attorno ad un monastero, da cui il nome originale Fratta Vecchia. Tale edificio fu distrutto a causa di un incendio nel 1547. 
Questo borgo rimase sempre nello Stato della Chiesa, come risulta dalle mappe conservate in Vaticano.
In questo periodo fu edificata la chiesina originale dedicata a San Paolo.
Durante la seconda guerra mondiale nel Giugno del 1944 Frattavecchia fu teatro di un'intensa battaglia che distrusse la piccola chiesa, ma nell'unico brandello di muro scampato al crollo rimase misteriosamente appesa e intatta l'icona di San Paolo. La chiesetta fu ricostruita nel 1946. Attaccato alla sua facciata fu eretto il monumento ai caduti. Questo è costituito da una lapide di marmo e da due cannoni originali appartenuti agli eserciti contrapposti.

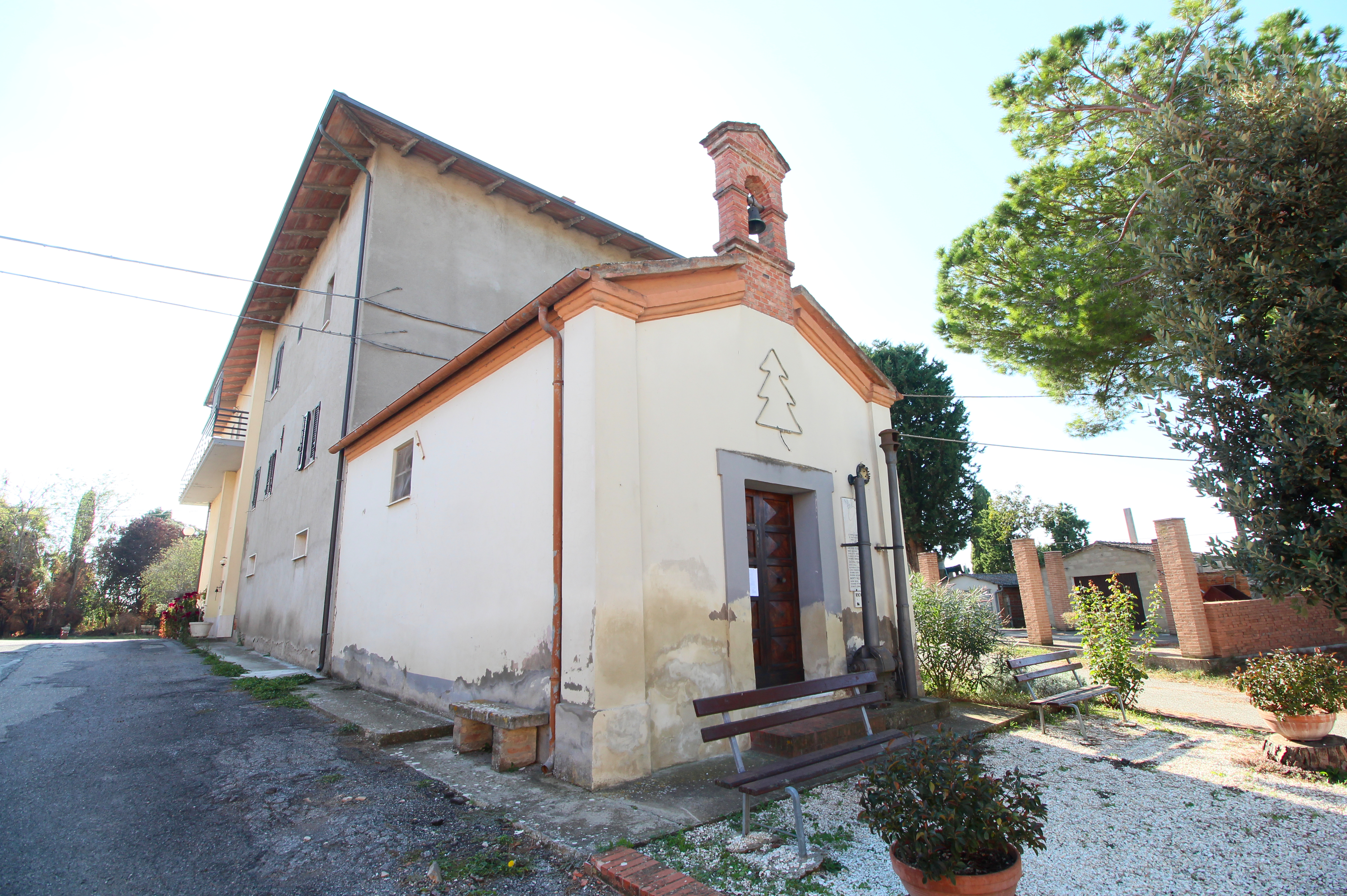
La chiesa di San Paolo

## Geografia fisica
Frattavecchia si trova non lontana dalla frazione Casamaggiore, e vicina ad essa si trovano alcune località quali Mercanzia, Gaggiolo, Selvella, Poggio Fattore, Fonte Beccio e le due fonti d'acqua di Lamata e Fontanaccia.
Il paese sorge su una collina con una suggestiva vista panoramica sul lago Trasimeno e sulla campagna circostante, a circa 4 km da Castiglione del lago.
Nel paese vivono circa 50 persone.

## Le "bocce alla libera"
Famoso in tutta la zona del Trasimeno il gioco delle "bocce alla libera" che qui ha avuto origine ed è tradizione molto antica: il giocatore deve, nei suoi tiri, tener conto di sassi, pendenze, buche, etc. Veniva e viene praticato nelle vie rurali la domenica come svago e divertimento.

## Economia
L'attività principale è l'agricoltura, che grazie alle particolarità del terreno produce prodotti come l'olio extravergine di oliva ed il vino.
In questo piccolo borgo esistono varie aziende specializzate nei vari comparti del settore agricolo.
Dopo gli anni cinquanta e sessanta, a causa dell'emigrazione, Frattavecchia ha subito un forte declino demografico, esiste comunque un flusso di ritorno dovuto ai villeggianti che spesso tornano nelle loro seconde case restaurate.
Negli ultimi anni, sono sorte anche alcune aziende di ricezione turistica che hanno ulteriormente rivitalizzato il borgo.